# Ärzte ohne Grenzen

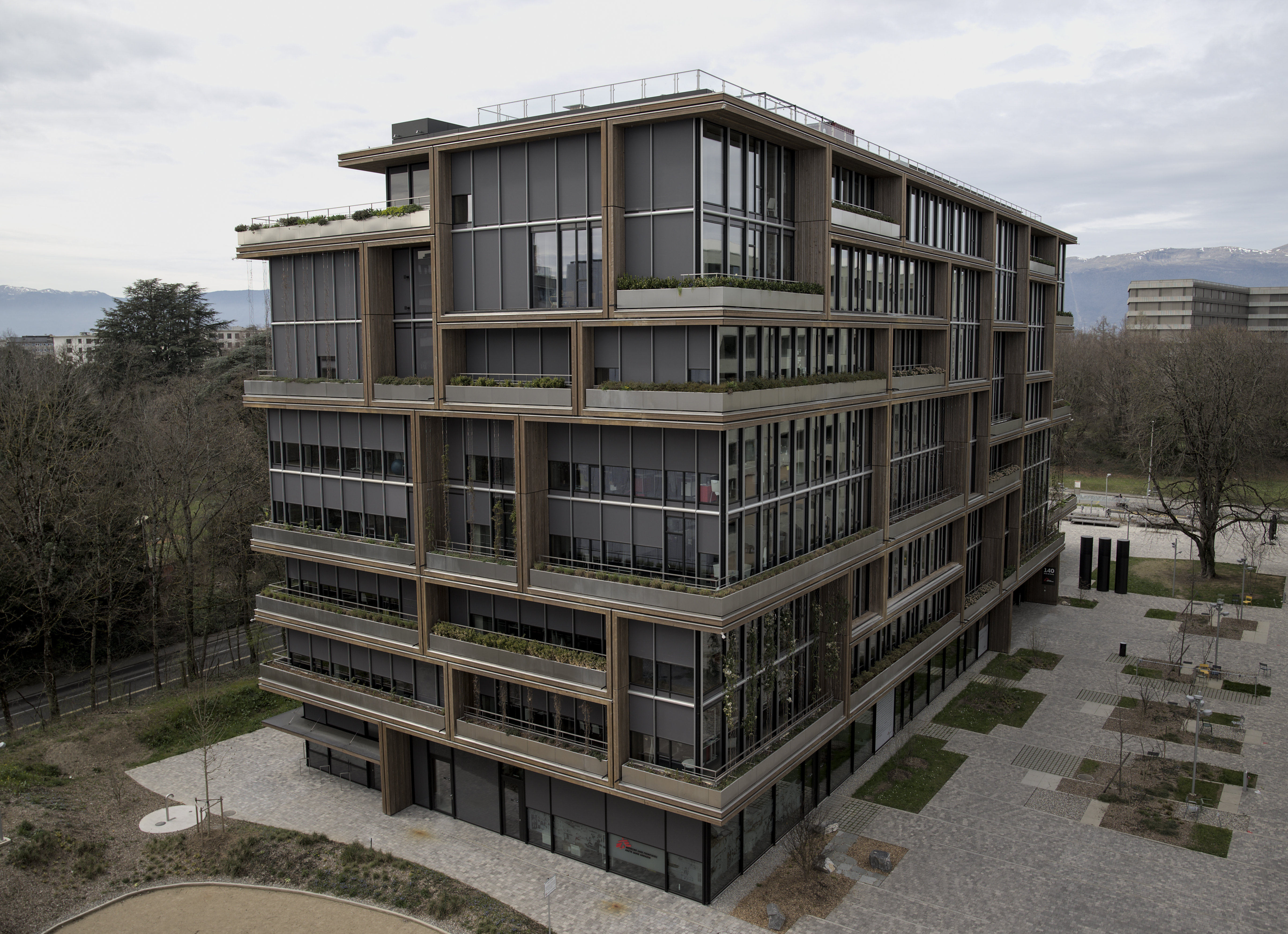
MSF-Hauptquartier in Genf

Ärzte ohne Grenzen (franz. Médecins Sans Frontières, ⓘ) ist die am 21. Dezember 1971 gegründete größte unabhängige Organisation für medizinische Nothilfe.
Die private Hilfsorganisation leistet medizinische Nothilfe in Krisen- und Kriegsgebieten. Hierfür wurde ihr 1999 der Friedensnobelpreis verliehen. Für 2015 wurde ihr der Lasker~Bloomberg Public Service Award zugesprochen.
Alle Sektionen auf internationaler Ebene, so auch die deutsche Sektion, nutzen die französische Bezeichnung Médecins Sans Frontières, deren Abkürzung MSF und die Übersetzung in ihre jeweilige Sprache, im Englischen zum Beispiel Doctors Without Borders.

## Organisation

### Struktur und Personal
Die Vereinigung hat 24 Sektionen in 20 Staaten und in den vier Regionen Lateinamerika, Südasien, Ostafrika und Südliches Afrika. Der Mitgliedsverband West- und Zentralafrika hat keinen Sektionsstatus. Ein internationales Büro in Genf hat koordinierende Funktionen und unterstützt die Zusammenarbeit im Netzwerk. Jährlich werden für Projekte der Organisation etwa 3000 Ärzte, Psychologen, Krankenschwestern und Pfleger, Hebammen und Logistiker rekrutiert. Insgesamt beschäftigte Ärzte ohne Grenzen im Jahr 2022 nach eigenen Angaben weltweit rund 65.000 Menschen, davon 91 Prozent in den Hilfsprojekten. Neun von zehn Mitarbeitenden stammen demnach aus den Einsatzländern selbst.

### Finanzierung
Am 17. Juni 2016 gab die Organisation in einer Pressemitteilung bekannt, dass der Verein aus Protest gegen die seiner Meinung nach dem Ziel der Abschottung und Abschreckung dienende europäische Migrations- und Asylpolitik ab sofort keine Gelder mehr bei den Institutionen der Europäischen Union und ihren Mitgliedstaaten beantragen wird.
Nach eigenen Angaben betrugen im Jahr 2022 die Einnahmen weltweit 2,252 Milliarden Euro und die Ausgaben für Nothilfeprojekte 1,737 Milliarden Euro weltweit. 97,3 Prozent der Einnahmen stammten aus privaten Spenden und Zuwendungen von weltweit mehr als 7 Millionen Spenderinnen und Spendern.
Die Organisation trägt das Zewo-Gütesiegel, welches gemeinnützige Organisationen für den gewissenhaften Umgang mit Spendengeldern auszeichnet.

### Projekte
In mehr als 70 Ländern betreibt die Organisation medizinische Hilfsprojekte und bildet auch teilweise Mitarbeiter im Land fort. Die Hilfsprojekte reichen von medizinischer Nothilfe über Bereitstellung von Trinkwasser und Latrinen bis zur medizinischen Aufklärung der Bevölkerung. Die Organisation weist aber auch, wie im Falle Tschetscheniens oder des Kosovo, auf Menschenrechtsverletzungen und Verletzungen des humanitären Völkerrechts hin.

### Ehrung

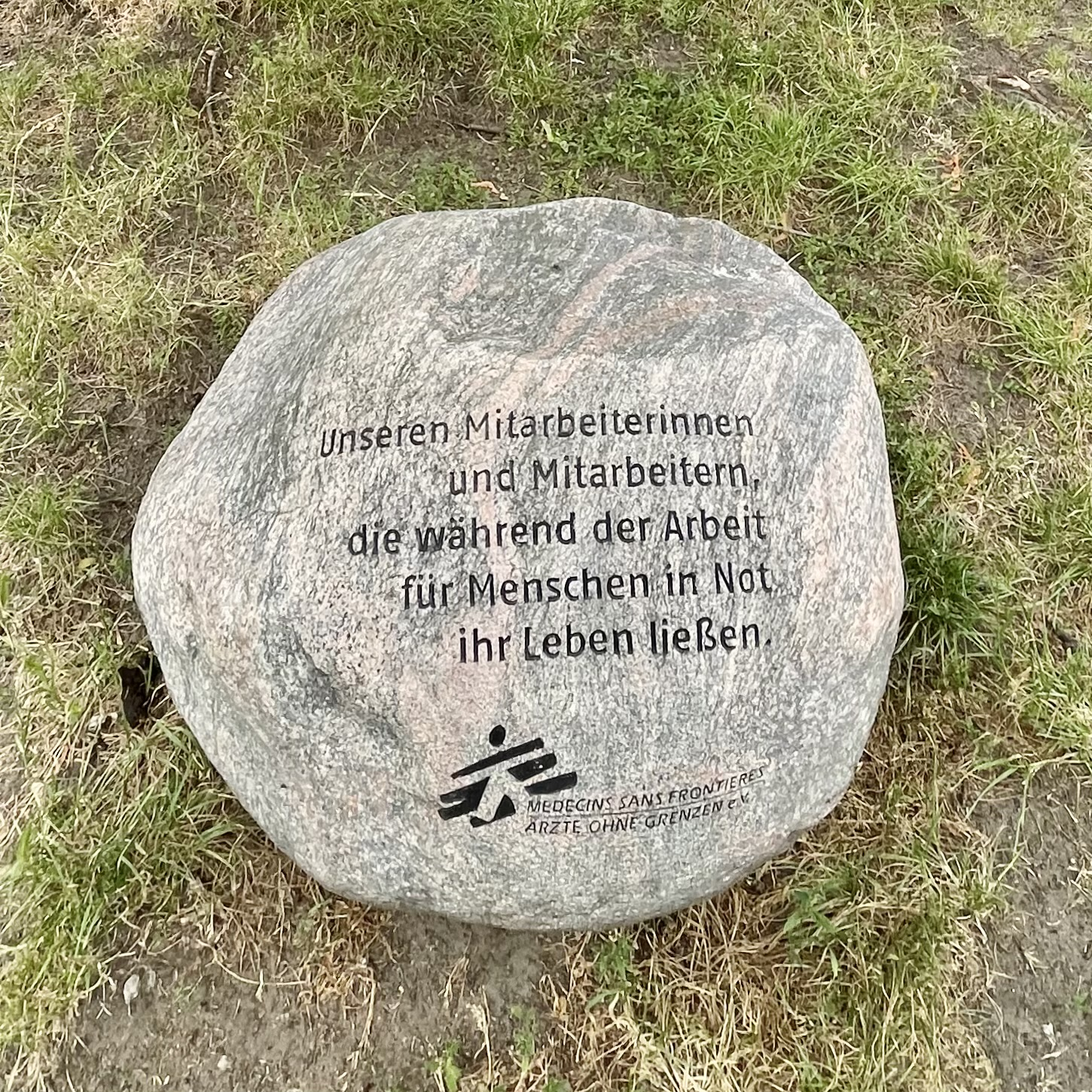
Gedenkstein am Märkischen Platz, in Berlin-Mitte

Die humanitäre Arbeit für die Opfer von Not und Gewalt wurde 1999 durch die Verleihung des Friedensnobelpreises besonders geehrt.

„Das norwegische Nobel-Komitee hat entschieden, den Friedensnobelpreis 1999 an Ärzte ohne Grenzen zu vergeben, in Anerkennung der bahnbrechenden humanitären Arbeit dieser Organisation auf mehreren Kontinenten.“

### Grundsätze
Die Vereinigung ist bestrebt, unabhängig, unparteiisch und so neutral wie möglich zu handeln. Nur dies ermöglicht es nach Auffassung der Organisation, in Krisenregionen wirkungsvoll humanitäre Hilfe zu leisten. Erst ein einziges Mal seit ihrer Gründung hat die Organisation eine militärische Intervention befürwortet, nämlich 1994 im Falle des Völkermordes in Ruanda.
Die Organisation sieht auch das „Witnessing“ („Zeuge sein“) im Rahmen der medizinischen Nothilfe als eine wichtige Aufgabe. Witnessing bedeutet, auf Völker in Not aufmerksam zu machen. Berichtet wird über das, was Mitarbeiter vor Ort sehen. Mögliche Aktionen sind: Gespräche mit Verantwortlichen, Lobbying oder öffentliche Aufklärungskampagnen, im schlimmsten Falle sogar Rückzug aus einem Einsatzgebiet. Nach Meinung von MSF ist zwischen Witnessing und Neutralität in der praktischen humanitären Arbeit unter Umständen eine Abwägung notwendig, die im Einzelfall eine Aufgabe der Neutralität notwendig macht. Diese Auffassung von Neutralität unterscheidet MSF von der strikt praktizierten Neutralität des Internationalen Komitee vom Roten Kreuz (IKRK), aus dessen Einsatzerfahrungen MSF entstand.

## Sektionen

### Belgien
Die Médecins Sans Frontières mit Sitz in Brüssel wurde 1980 gegründet.

### Deutsche Sektion
Ärzte ohne Grenzen, gegründet 1993 als eingetragener Verein, ist die deutsche Sektion. Seit 2003 gibt es zudem eine Ärzte ohne Grenzen Stiftung.
Zusammen mit den Sektionen aus Großbritannien und den Niederlanden bildet die deutsche Sektion das Operational Centre Amsterdam. Dieses ist eines von fünf Zentren, welche relativ eigenständig Einsätze planen und durchführen.
Die Organisation ist seit 1998 Träger des DZI-Spendensiegels. Im Jahr 2022 waren durchschnittlich 367 Mitarbeitende am Standort Berlin in Deutschland beschäftigt. 204 Mitarbeitende in Projekten wurden aus Deutschland betreut. Die Sektion hatte ein Mittelaufkommen von 262.260.000 €. Vorstandsvorsitzende der Hilfsorganisation war von Juni 2019 bis 2023 die Allgemeinärztin Amy Neumann-Volmer. Ihr folgte im Juni 2023 in dieser Position die Gynäkologin Parnian Parvanta, die dem Vorstand bereits seit 2019 angehörte. Geschäftsführer des Büros in Berlin ist seit 2020 der Ingenieur Christian Katzer.
Ärzte ohne Grenzen e. V. ist seit 2018 neben weiteren NGOs institutioneller Träger der deutschen Denkfabrik für humanitäre Hilfe, Centre for Humanitarian Action.

### Österreichische Sektion
In Österreich besteht der Verein Ärzte ohne Grenzen – Médecins Sans Frontières österreichische Sektion mit Sitz in Wien als österreichische Sektion seit 1994. Als Präsident fungierte von 2006 bis 2015 Reinhard Dörflinger, der auch Mitglied der Wiener Ärztekammer ist. Von 2008 bis 2011 war er stellvertretender Präsident der internationalen Organisation von Ärzte ohne Grenzen. Im Jahr 2015 folgte ihm Margaretha Maleh als Präsidentin nach. Seit 2021 ist der Kinderarzt Leo Ho Präsident von Ärzte ohne Grenzen Österreich.
Der Verein trägt das Österreichische Spendengütesiegel durchgehend seit dessen Einführung im Jahr 2001. Seit 2009 sind Spenden auch von Privatpersonen von der Einkommen- und Lohnsteuer absetzbar. Im Jahr 2022 haben mehr als 175.000 Menschen in Österreich insgesamt mehr als 36,9 Millionen Euro gespendet.

### Schweizer Sektion
Médecins Sans Frontières / Ärzte ohne Grenzen Schweiz wurde im Juli 1981 als Verein im Sinne von Art. 60ff. ZGB gegründet. Geschäftssitz ist Genf; in Zürich wird eine Geschäftsstelle betrieben.
Mehr als hundert Angestellte stellen zusammen mit vielen Freiwilligen das Funktionieren des Einsatzzentrums sicher. Im Jahr 2010 führte der Verein 59 Projekte in 26 Ländern durch und hat 158 Mitarbeiter (Vollzeitstellen) in der Schweiz beschäftigt.
MSF Schweiz ist gemäß Art. 9, erster Absatz, Buchstabe f) des Gesetzes zur Besteuerung der juristischen Personen von der Gewinn- und Kapitalsteuer befreit und genießt eine Steuerbefreiung auf Schenkungen unter Lebenden und von Todes wegen (ausschließlich der Eintragungsgebühren für Immobiliengeschäfte). Die kantonale Steuerbefreiung wurde Anfang 2011 für einen Zeitraum von 5 Jahren verlängert. Die Befreiung von der direkten Bundessteuer gemäß Artikel 16 Ziffer 3 des Beschlusses über die direkte Bundessteuer (BdBSt) ist unbefristet gültig. Sie wurde durch eine Entscheidung vom 25. März 1991 gewährt.
Der aktuelle Vorstand besteht aus neun für die gesamte Dauer eines Mandats gewählten Mitgliedern. Die gewählten Mitglieder sind zurzeit:
- Thomas Nierle, Präsident
- Anne Perrocheau, Vizepräsidentin
- Philippe Sudre, Sekretär
- Patrick Reybet-Degat, Kassier
- Slim Slama
- Liza Cragg,
- Gillian Slinger
- Frauke Jochims
- Claude Mahoudeau[25]

### Spanische Sektion
Die spanische Sektion Médicos Sin Fronteras España hat ihren Sitz in Barcelona.

## Geschichte

### Vorgeschichte
Während des Biafra-Krieges (1967–1970) verhängte das nigerianische Militär eine Blockade der ehemals unabhängigen Region Biafra im Südosten des Landes. Zu diesem Zeitpunkt war Frankreich das einzige Land, das die Bevölkerung von Biafra unterstützte. Großbritannien, die USA und die Sowjetunion hatten für die nigerianische Regierung Partei ergriffen. Die Lage der Bevölkerung innerhalb der Blockade war der restlichen Welt unbekannt. Eine Reihe französischer Ärzte, darunter auch Bernard Kouchner, meldeten sich zusammen mit der Organisation Französisches Rotes Kreuz freiwillig, um in Krankenhäusern und Nahrungsversorgungszentren im belagerten Biafra zu arbeiten. Das Rote Kreuz verlangte von seinen Freiwilligen jedoch die Unterzeichnung einer Erklärung, die eine Neutralität unter allen Umständen vorsah. Kouchner und einige andere französische Ärzte sahen darin zwar eine Verschwiegenheitsverpflichtung, unterschrieben dennoch die Erklärung.
Im Land angekommen, waren die Freiwilligen, einschließlich der Beschäftigten in der Gesundheitsvorsorge und der Krankenhausmitarbeiter den Angriffen der nigerianischen Armee ausgesetzt. Dabei wurden sie Zeugen, wie Zivilisten ermordet wurden oder verhungerten. Auch Kouchner war Augenzeuge dieser Ereignisse. Er sah sehr viele Kinder, die infolge der Hungersnot sterben mussten. Nach seiner Rückkehr nach Frankreich kritisierte er die nigerianische Regierung, aber auch das Rote Kreuz, indem er deren Verhalten als Mittäterschaft bezeichnete. Er rief auf, Verantwortung auf internationaler Ebene für die Situation zu übernehmen. Kouchner und andere Ärzte waren überzeugt, dass eine Hilfsorganisation nötig war, die dem Wohlergehen der Opfer Vorrang gegenüber politischen und religiösen Interessen einzuräumen bereit war.

### Gründung

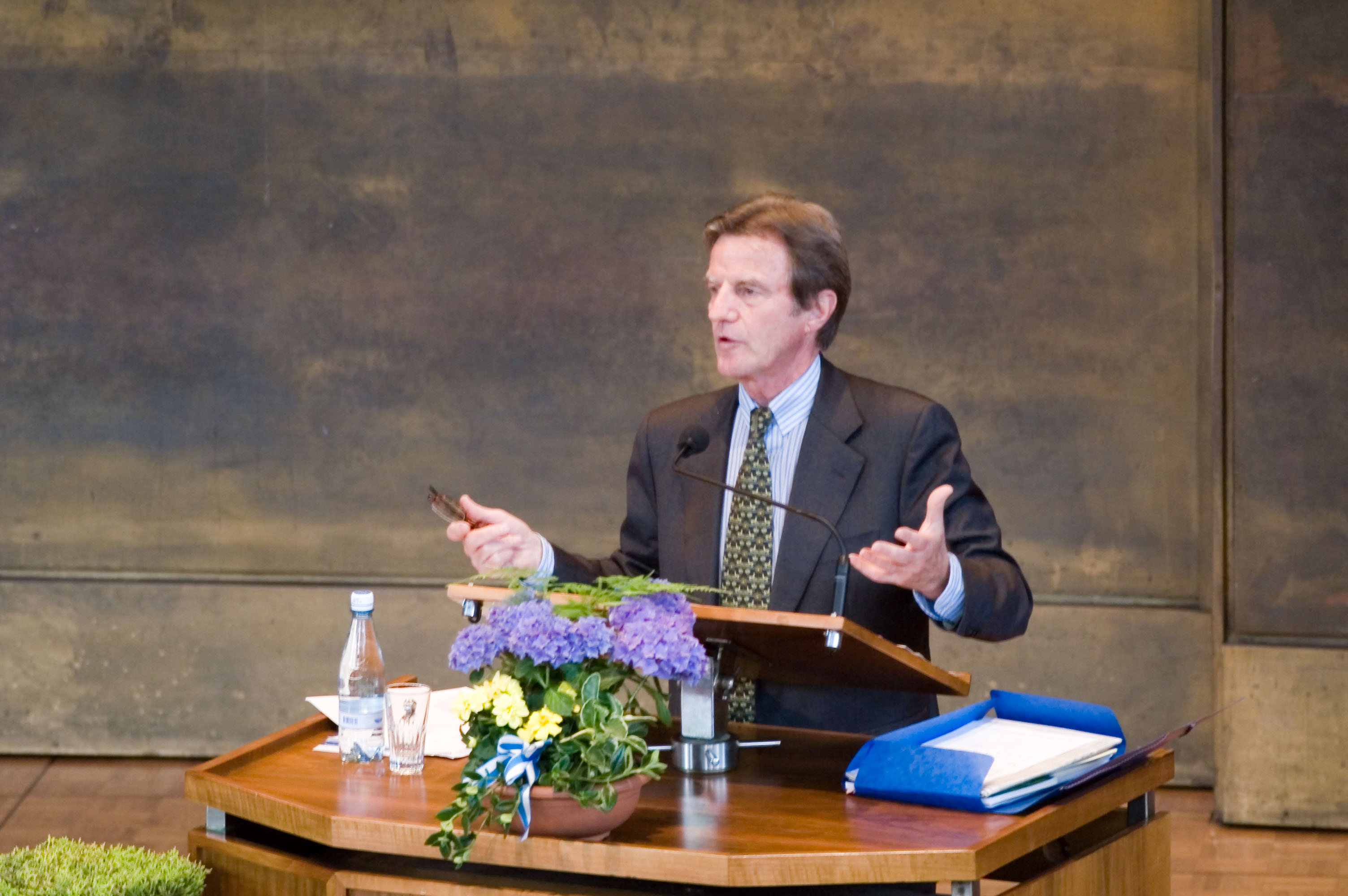
Bernard Kouchner, Gründungsmitglied und erster Vorsitzender von Ärzte ohne Grenzen

Die Groupe d’Intervention Médicale et Chirurgicale en Urgence (deutsch „Gruppe für medizinisches und chirurgisches Eingreifen in Notfällen“) wurde 1970 von französischen Ärzten gebildet, die in Biafra gearbeitet hatten, um Hilfe zu leisten und um die Priorität der Opferrechte über die Neutralität zu betonen.
Der Herausgeber der medizinischen Fachzeitschrift TONUS, Raymond Borel, hatte als Reaktion auf den Bhola-Wirbelsturm in Bangladesch von 1970, bei dem etwa 500.000 Menschen starben, eine Organisation mit dem Namen Secours Médical Français (deutsch „französische medizinische Katastrophenhilfe“) gegründet. Borel suchte Ärzte, die den Opfern von Naturkatastrophen Hilfe leisten sollten. Am 20. Dezember 1971 vereinigten Borel, Kouchner und ihre Kollegen die beiden Gruppen zu Médecins Sans Frontières.
Der erste Einsatz der neuen Organisation betraf Managua, die Hauptstadt von Nicaragua. Dort hatte ein Erdbeben am 23. Dezember 1972 den größten Teil der Stadt zerstört und mehr als 10.000 Todesopfer gefordert. MSF brauchte drei Tage mehr als das Rote Kreuz, um seinen Einsatz zu beginnen. Am 18. und 19. September 1974 verursachte der Hurrikan Fifi schwere Zerstörungen in Honduras mit mehreren Tausend Toten. Hierbei richtete Ärzte ohne Grenzen den ersten länger dauernden Einsatz für Katastrophenhilfe ein.
Nachdem Südvietnam an Nordvietnam gefallen war, emigrierten Millionen Kambodschaner zwischen 1975 und 1979 nach Thailand, um den Roten Khmer zu entkommen. Als Reaktion darauf richtete Ärzte ohne Grenzen in Thailand zum ersten Mal ein Flüchtlingslager ein. Als Vietnam sich 1989 aus Kambodscha zurückzog, startete die Hilfsorganisation langfristige Einsätze für Katastrophenhilfe, um den Überlebenden der „Killing Fields“ zu helfen und die Gesundheitsversorgung des Landes wieder aufzubauen. Obwohl die Einsätze in Thailand darauf abzielten, Kriegsopfern zu helfen, wird die Operation in Südostasien als erster Kriegseinsatz von MSF angesehen. Thailand galt als Kriegszone, da MSF 1976 feindlichem Feuer gegenüberstand. Während des Bürgerkrieges von 1976 bis 1984 half Ärzte ohne Grenzen in Krankenhäusern des Libanon bei chirurgischen Einsätzen.

### Führungswechsel und Aufspaltung
1977 wurde Claude Malhuret zum neuen Vorsitzenden gewählt. In der Folgezeit begann die Diskussion über die Zukunft der Organisation. Malhuret und seine Unterstützer lehnten das Konzept der témoignage („Zeuge sein“ oder witnessing) ab oder spielten es herunter. Sie waren der Auffassung, dass die Organisation Kritik an den Regierungen der jeweiligen Staaten, in denen sie tätig waren, vermeiden solle, während Kouchner glaubte, dass die Dokumentation des Elends, das in einem Land herrscht, die beste Möglichkeit sei, ein Problem zu lösen. Die Frage der Zeugenschaft, also der Veröffentlichung von Verbrechen in Krisenregionen durch Hilfsorganisationen, spaltete die MSF.
Nach den Ereignissen in Südvietnam im Jahr 1979, im Zuge derer Menschen auch auf Schiffen flüchteten (sog. „Boatpeople“), gehörte Kouchner zu den Unterzeichnern eines Appells, den französische Intellektuelle in der linksliberalen Zeitung Le Monde veröffentlichten. Sie unterstützten das Projekt „Ein Boot für Vietnam“ mit dem Ziel, den Flüchtlingen medizinische Hilfe zu leisten. Die meisten Mitglieder unterstützten das Projekt nicht. Dennoch charterte Kouchner ein Boot namens L’Île de Lumière (deutsch „Die Insel des Lichtes“), reiste zusammen mit anderen Ärzten, Journalisten und Fotografen zum Südchinesischen Meer und half tausenden Patienten medizinisch. Obwohl der Einsatz ein Erfolg war, unterstützte Ärzte ohne Grenzen Kouchner weiter kaum – woraufhin er im März 1980 mit rund 15 weiteren Ärzten eine neue Organisation namens Médecins du Monde („Ärzte der Welt“) gründete.
Kouchners neue Hilfsorganisation ist Ärzte ohne Grenzen sehr ähnlich, und so führen oft beide Organisationen in denselben Ländern Feldeinsätze durch.
Im Jahre 1982 gelang es Malhuret und Rony Brauman, die finanzielle Situation der Organisation zu verbessern, indem sie Wohlfahrtsbriefmarken bei der Post einführten. Dies erleichterte die Spendenbeschaffung. Brauman wurde im selben Jahr neuer Vorsitzender. In den 1980er Jahren entstanden operative Sektionen der Organisation in anderen Ländern: In Belgien wurde 1980 die zweite Sektion gegründet, die Schweizer Sektion mit Sitz in Genf bildete sich 1981. Weitere Sektionen folgten 1984 in den Niederlanden und 1986 in Spanien. Im gleichen Jahr wurde in Luxemburg die erste unterstützende Sektion gegründet. Malhuret und Brauman führten nach Kouchners Abgang auch zahlreiche Veränderungen an der Organisation durch. Nachdem die sowjetische Armee im Dezember 1979 in Afghanistan einmarschiert war, wurden sofort Feldeinsätze durchgeführt, um den Mudschahid-Kämpfern medizinische Hilfe zu ermöglichen.
Im Februar 1980 prangerte die Organisation die Roten Khmer öffentlich an.
Während der Hungersnot in Äthiopien 1984–1985 führte die Organisation Ernährungsprogramme vor Ort durch, wurde aber 1985 ausgewiesen, nachdem sie die Unterschlagung internationaler Hilfeleistungen und die durch das Mengistu-Regime durchgeführten Zwangsumsiedlungen angeprangert hatte. Aufgrund des Drucks der internationalen Öffentlichkeit sowie der Androhung einer Sperre von Geldern durch die wichtigsten Geberländer lenkte das Regime ein. Nachdem San Salvador, die Hauptstadt von El Salvador, am 10. Oktober 1986 von einem Erdbeben heimgesucht worden war, stellte die Organisation der dortigen Bevölkerung Ausrüstung zur Verfügung, um sauberes Trinkwasser herstellen zu können. Im Jahre 1993 erhielt sie vom Hohen Flüchtlingskommissar der Vereinten Nationen (UNHCR) die Nansen-Medaille.

### Frühe 1990er-Jahre
In den frühen 1990er-Jahren entstanden die meisten anderen unterstützenden Sektionen: Griechenland und die USA folgten 1990, Kanada 1991, Japan 1992, Großbritannien, Italien, der deutsche Ableger Ärzte ohne Grenzen e. V. 1993 und Australien sowie der österreichische Ableger, dessen Sitz in Wien ist, folgten im Jahr 1994. Auch in Dänemark, Schweden, Norwegen und Hongkong bildeten sich MSF-Gruppen, später kam auch noch eine in den Vereinigten Arabischen Emiraten hinzu.

## Einsätze
Die Organisation ist zurzeit in 79 Ländern aktiv.
Im Jahre 1990 wurde in Afghanistan ein MSF-Logistiker ermordet. Die Organisation unterbrach daraufhin die Aktivitäten im Land bis 1992. Im selben Jahr traf Ärzte ohne Grenzen in Liberia ein, um Zivilisten und Flüchtlingen im liberianischen Bürgerkrieg zu helfen. Die andauernden Kämpfe während der 1990er-Jahre und der zweite liberianische Bürgerkrieg führten dazu, dass die Mitglieder aktive Unterstützung bei der Nahrungsversorgung und beim Aufbau eines Gesundheitssystems leisteten sowie Impfkampagnen durchführten. Außerdem sprachen sie sich gegen Angriffe auf Krankenhäuser und Nahrungsversorgungsstationen aus, die insbesondere in der Hauptstadt Monrovia stattgefunden hatten.
Weitere Hilfsmissionen wurden durchgeführt, um Katastrophenhilfe für kurdische Flüchtlinge leisten zu können, die vor der Anfal-Operation des Iraks flüchten mussten. Dafür wurden 1991 auch Beweise für die dortigen Gräueltaten gesammelt. 1993 stellte die Organisation die Aktivität im irakischen Kurdistan nach der Ermordung eines Handicap International-Mitarbeiters ein.
Ihre Arbeit in Srebrenica (Bosnien und Herzegowina) nahm die Organisation im Jahr 1993, ein Jahr nachdem der Bosnienkrieg begonnen hatte, als Teil eines UN-Konvois auf. Die Stadt war von der Vojska Republike Srpske, die etwa 60.000 Bosniaken enthielt, umzingelt und war dadurch zu einer Enklave geworden, die von einer UN-Schutztruppe (UNPROFOR) bewacht wurde. Ärzte ohne Grenzen war die einzige Organisation, die den eingeschlossenen Zivilisten medizinische Versorgung leistete. 

### Somalia
1991 begann der Bürgerkrieg in Somalia und mit ihm weit verbreitete Hungersnot und Krankheiten, auf die MSF ab 1992 mit Hilfseinsätzen reagierte. 1993 kam es zu einer scharfen Verurteilung der Vorgehensweise der Vereinten Nationen in Somalia, da humanitäre Prinzipien verletzt wurden; allerdings stellten Freiwillige weiterhin Gesundheits- und Nahrungsversorgung zur Verfügung. Aber auch nach dem Rückzug der UN-Mission UNOSOM II im Jahr 1995 setzte sich die Gewalt in Somalia ungehindert fort, und Ärzte ohne Grenzen gehörte zu den wenigen Organisationen, die Zivilisten, welche Kampfhandlungen zum Opfer fielen, halfen, indem sie Kliniken und Krankenhäuser betrieben. Nach 22 Jahren gab die Organisation im August 2013 den Rückzug aus dem Bürgerkriegsland bekannt, nachdem ihre Mitarbeiter wiederholt zum Ziel von Anschlägen und Entführungen geworden waren.

### Sudan
Im Jahre 1979 führte die Organisation Einsätze im Süden des Sudan durch, um Zivilisten zu helfen, die dem Verhungern nahe waren oder an anderen Folgen des dortigen Bürgerkrieges litten. Freiwillige Helfer der Organisation berichteten mehrfach von Folter, Massenhinrichtungen, Kannibalismus und schwerer Hungersnot. 
Im Jahr 1989 kamen bei einem Abschuss eines Piloten ohne Grenzen-Flugzeugs mit einer Rakete neben anderen Opfern zwei Mitarbeiter ums Leben. Die Organisation verließ daraufhin den Südsudan bis 1992. Allerdings hat sie innerhalb der letzten 25 Jahre dem Sudan trotzdem weiterhin Katastrophenhilfe geboten, obwohl einige freiwillige Helfer verhaftet wurden und es immer wieder Massaker gab, auch von Seiten der Zivilisten.

### Ruanda
1994 mussten Delegierte von MSF in Ruanda in die dort tätige Delegation des Internationalen Komitee vom Roten Kreuz aufgenommen werden, um sie vor der Bedrohung durch Hutu-Extremisten im Rahmen des beginnenden Völkermordes zu schützen. Die Mitarbeiter von Ärzte ohne Grenzen trugen dabei das Emblem des Roten Kreuzes und erklärten sich bereit, nach den Einsatzregeln des Roten Kreuzes tätig zu sein, da dies im Rahmen der örtlichen Gegebenheiten der einzige effektive Schutz vor einer möglichen Ermordung war. Die Vorgehensweise von MSF, Verstöße gegen die Menschenrechte und das humanitäre Völkerrecht zu thematisieren und humanitäre Hilfe dadurch effektiver zu gestalten, war in diesem Einsatz an ihre Grenzen gestoßen.
Beide Organisationen konnten erreichen, dass alle wichtigen Krankenhäuser im ruandischen Kigali während der schlimmsten Phase des Völkermordes betriebsfähig blieben. Zusammen mit insgesamt 37 anderen humanitären Organisationen wurde Ärzte ohne Grenzen ein Jahr später aus Ruanda ausgewiesen, obwohl viele Freiwillige von Ärzte ohne Grenzen und des Roten Kreuzes zusammen unter den Einsatzregeln des Roten Kreuzes arbeiteten, die besagen, dass Neutralität oberste Priorität haben solle. Allerdings hatte Ärzte ohne Grenzen zuvor das Blutbad durch ruandische Truppen im Vertriebenenlager Kibeho kritisiert. Diese Ereignisse führten innerhalb der Organisation zu einer Debatte über den Widerspruch, einerseits für humanitäre Hilfe zuständig zu sein und auf der anderen Seite die Rolle des Augenzeugen zu übernehmen.
Als Reaktion auf den Einsatz in Ruanda näherte sich die Position der Organisation bezüglich der Neutralität an die des Roten Kreuzes an. Dies war eine bemerkenswerte Entwicklung angesichts des Anlasses und der Umstände, die zur Gründung von MSF geführt hatten.
Das Rote Kreuz verlor 56 Mitarbeiter, und Ärzte ohne Grenzen fast hundert ihrer jeweiligen lokalen Belegschaften in Ruanda, woraufhin die französische Sektion beschloss, ihr Team aus dem Land zu holen. Dabei war die lokale Belegschaft gezwungen, im Land zu bleiben. Allerdings gab sie die Morde bekannt und verlangte, dass ein Eingreifen der französischen Streitkräfte den Völkermord stoppen solle. Ebenso gab sie in den Medien die Parole „Man kann mit Ärzten allein keinen Völkermord verhindern“ bekannt.
Nicht einmal einen Monat später folgte die umstrittene Opération Turquoise. Dieses Eingreifen resultierte entweder direkt oder indirekt aus den Wanderungen der ruandischen Flüchtlinge nach Zaire und Tansania, die auch als „Flüchtlingskrise in der Region der großen Seen“ bekannt wurden und später Cholera-Epidemien, Hungertode und andere Formen des Massensterbens zur Folge hatten.

### Kasachstan/Usbekistan, Nigeria, Afghanistan und Sierra Leone
In den späten 1990er-Jahren führte die Organisation Einsätze im Gebiet des Aralsees durch. Dort litten viele Menschen unter Tuberkulose, Cholera, AIDS, Anämie, drogenbedingten Krankheiten und Unterernährung.
Während einer Meningitis-Epidemie, die im Jahr 1996 25.000 Tote forderte, impfte MSF insgesamt drei Millionen Nigerianer. 2009 sollen in ihrem bisher größten Impfprogramm acht Millionen Menschen vor der endemisch in der Sahelzone auftretenden Krankheit geschützt worden sein.
1997 prangerte sie die Weigerung der Taliban an, eine Gesundheitsvorsorge für Frauen einzuführen.
Ein bedeutender Feldeinsatz in den späten 1990er-Jahren war in Sierra Leone, wo 1991 bis 2002 Bürgerkrieg herrschte. 1998 begannen Freiwillige, bei chirurgischen Eingriffen in Freetown zu helfen, aufgrund der wachsenden Anzahl der Amputationen und um Statistiken über Zivilisten (Männer, Frauen, Kinder) zu sammeln, die für sich in Anspruch nahmen, die ECOWAS Monitoring Group zu vertreten. In Sierra Leone reisten marodierende Gruppen von den RUF-Rebellen zwischen den Dörfern umher und hackten systematisch den Bewohnern Gliedmaßen ab, vergewaltigten Frauen, schossen Familien nieder, zerstörten Häuser und zwangen Überlebende, die Region zu verlassen. Langfristige Projekte, die nach dem Ende des Bürgerkriegs folgten, sahen unter anderem die Behandlung von Phantomschmerzen nach den gewaltsamen Amputationen vor.

### Kosovo
Obwohl die Organisation seit 1993 in der Region Kosovo gearbeitet hatte, verursachte der Beginn des Kosovo-Krieges einen Flüchtlingsstrom, dessen Anzahl an Flüchtlingen im fünfstelligen Bereich lag, und ebenso einen Rückgang angemessener Lebensbedingungen. Ärzte ohne Grenzen stellte den Opfern der NATO-Bombardierung Unterkünfte, Wasser und Gesundheitsversorgung zur Verfügung. Während des Einsatzes im Kosovo kam es zu Meinungsverschiedenheiten zwischen der MSF-Zentrale und der griechischen Sektion der Organisation. Grund dafür war ein Hilfseinsatz der griechischen Sektion mit Unterstützung der griechischen Regierung, bei dem auch serbische Flüchtlinge versorgt wurden. Für diesen Einsatz hatte die griechische Sektion der serbischen Regierung gegenüber Garantien gegeben, die der Dachverband nicht mittragen wollte, da sie den Prinzipien der Organisation zuwiderliefen. Am 12. Juni 1999 wurde die griechische Sektion deswegen aus der Organisation ausgeschlossen. Erst 2005 wurde der griechische Verband wieder in die Organisation aufgenommen.

### Afrika

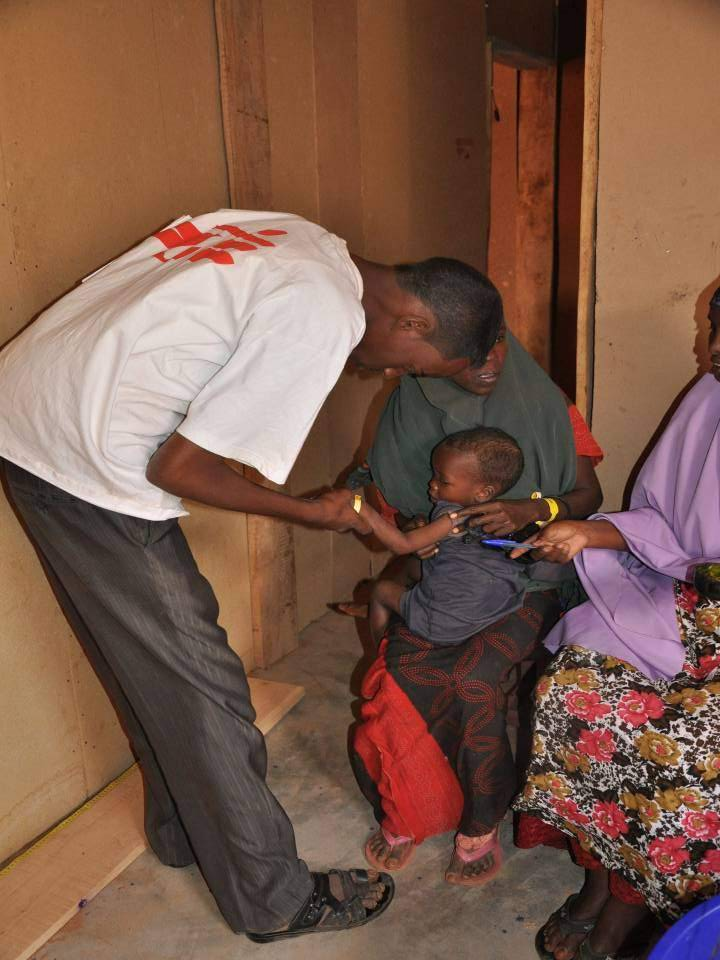
Ein MSF-Mitarbeiter untersucht ein unterernährtes Kind in Äthiopien

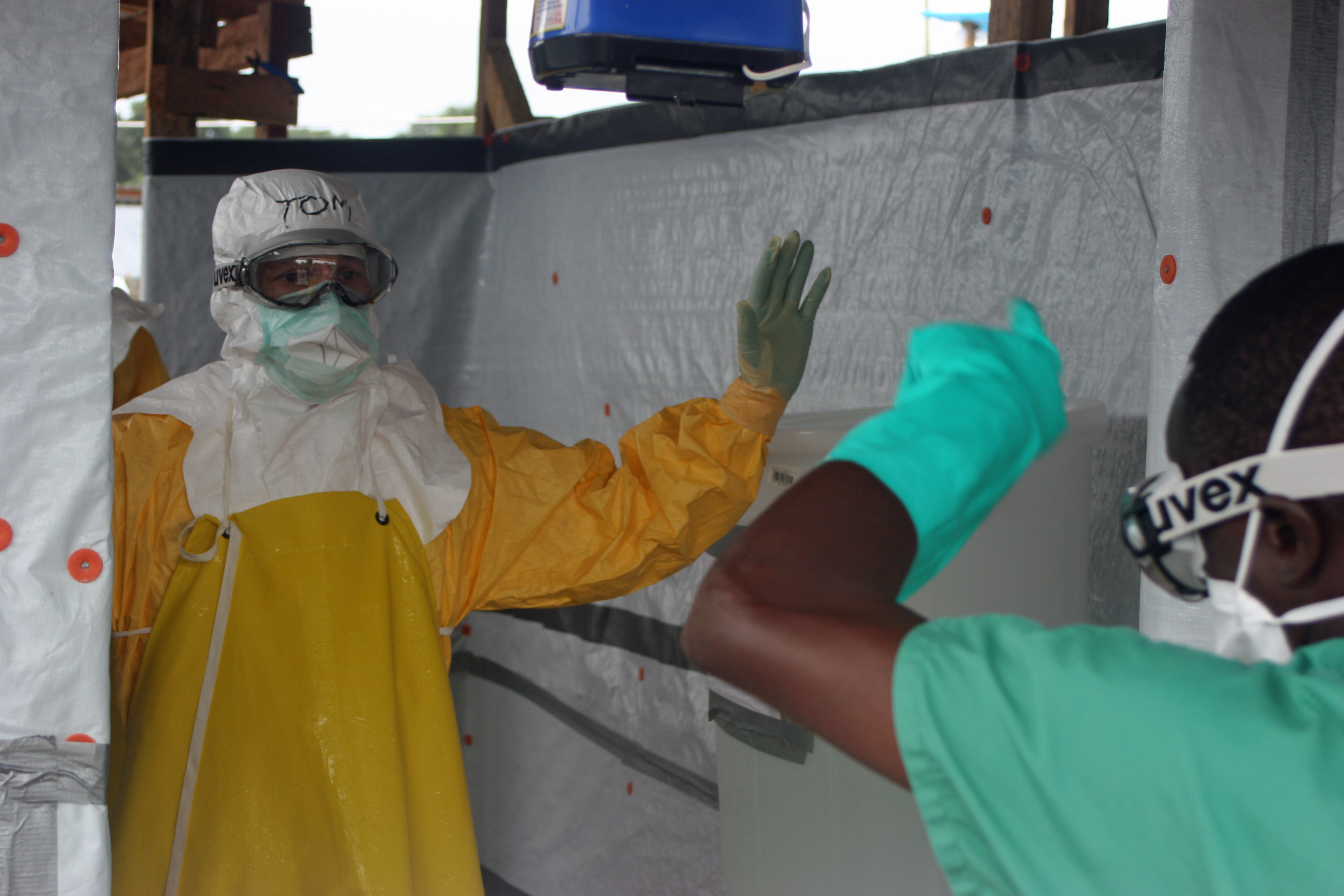
MSF-Personal im Einsatz gegen Ebola

Die Organisation ist seit Jahrzehnten in Afrika aktiv. Manchmal war sie alleiniger Garant für eine Gesundheitsvorsorge, Nahrungs- und Wasserversorgung. Sie hat ständig versucht, durch Berichterstattung in den Medien über die dortige Situation aufzuklären, um dadurch schließlich die internationale Unterstützung zu erhöhen. Dennoch sind weiterhin langfristige Feldeinsätze notwendig. In vielen Projekten behandelt Ärzte ohne Grenzen zudem Menschen mit HIV/Aids, da nach wie vor viele Infizierte keinen Zugang zu den lebensverlängernden antiretroviralen Medikamenten haben. Ärzte ohne Grenzen kämpft zudem dafür, dass kostengünstige Generika dieser Medikamente zugänglich gemacht werden.
Die Hilfsorganisation ist seit 1985 auch in der afrikanischen Kongo-Region aktiv. Sowohl der erste als auch der Zweite Kongokrieg führte zu einer erhöhten Gewalt und Instabilität in der dortigen Region. Ärzte ohne Grenzen musste die Teams aus Bunia, der Hauptstadt der Provinz Ituri, wegen der dort eskalierenden Gewalt abziehen. Allerdings setzt sie ihre Arbeit in anderen Gebieten fort, um Zehntausenden vertriebener Zivilisten Essen zur Verfügung zu stellen sowie um Überlebende von Massenvergewaltigungen und weit verbreiteter Kämpfe medizinisch zu versorgen. Die Behandlungen und die möglichen Schutzimpfungen gegen Krankheiten wie Cholera, Masern, Kinderlähmung, Marburgfieber, Schlafkrankheit, Aids und die Pest sind auch wichtig, um Epidemien vorzubeugen oder sie zumindest einzudämmen.
Die Organisation ist seit 1980 in Uganda tätig und leistete Zivilisten Katastrophenhilfe während des Guerilla-Krieges, der während der zweiten Amtszeit von Milton Obote tobte. Aber die Bildung der Lord’s Resistance Army war der Anfang eines langen Feldzuges von Gewalt, der den Norden Ugandas und den Süden des Sudan in Mitleidenschaft zog. Zivilisten waren hierbei Massenhinrichtungen, -vergewaltigungen, Folter und Kindesentführungen ausgesetzt. Die entführten Kinder sollten später entweder als Sexsklaven oder als Kindersoldaten dienen. Während man sich 1,5 Millionen Menschen gegenübersah, die aus ihren Häusern vertrieben wurden, führte Ärzte ohne Grenzen Hilfsprogramme für Lager durch, in denen Opfern interner Vertreibungen sauberes Wasser, Essen und sanitäre Einrichtungen zur Verfügung gestellt wurden.

### Asien und Amerika
Im Jahre 2001 wurden zwei Mitarbeiter entführt. Einer von ihnen wurde nach sechsmonatiger Entführung in Kolumbien unversehrt wieder freigelassen, ein weiterer Mitarbeiter in Tschetschenien kam nach einem Monat wieder frei. 2002 wurde in Dagestan der MSF-Mitarbeiter Arjan Erkel entführt und im Mai 2004 nach 20 Monaten freigelassen.

### Afghanistan
Die Organisation war ab 1980 in Afghanistan tätig. Ärzte ohne Grenzen unterstützt das Gesundheitsministerium im Ahmad-Shah-Baba-Krankenhaus im Osten Kabuls, in der Frauenklinik Dasht-e-Barchi im Westen Kabuls und im Boost-Krankenhaus in Lashkar Gah in der Provinz Helmand. In Khost im Osten des Landes betreibt Ärzte ohne Grenzen eine eigene Mutter-Kind-Klinik. Ärzte ohne Grenzen verwendet für seine Arbeit in Afghanistan ausschließlich private Mittel und nimmt keinerlei Gelder von Regierungen an.
Am 2. Juni 2004 wurden in Afghanistan fünf Mitarbeiter (eine Belgierin, ein Norweger, ein Niederländer und zwei Afghanen) durch einen Angriff der Taliban getötet. MSF sieht eine der Ursachen für dieses Attentat in der bereits davor kritisierten Instrumentalisierung und dem Missbrauch humanitärer Hilfe für politische Zwecke durch die Koalitionstruppen unter US-amerikanischer Führung. So wurden zum Beispiel Afghanen mittels Flugblättern dazu aufgefordert, Informationen über die Taliban und Al-Qaida zu liefern, um weiterhin humanitäre Hilfe zu erhalten. Wegen dieses Vorfalls und des trotzdem anhaltenden Missbrauchs durch die Koalitionstruppen stellte die Organisation die Arbeit in Afghanistan am 28. Juli 2004 nach 24-jähriger Tätigkeit ein.
Im August 2011 wurde eine eigene Klinik in Kundus mit 55 Betten eröffnet, die bis 2015 über mehr als 90 Betten verfügte. Rund 400 afghanische und zehn internationale Mitarbeiter arbeiteten dort. Zu der Klinik kamen Patienten aus allen umliegenden Provinzen. Nachdem die Taliban die als befreit geltende Stadt Kundus Anfang Oktober 2015 wieder eingenommen hatten, versuchte die afghanische Armee, die Stadt wieder freizukämpfen. Diese Kämpfe wurden von US-Luftangriffen unterstützt. Am 3. Oktober 2015 wurden bei mehreren gezielten Luftangriffen der Streitkräfte der USA auf die Kundus-Klinik 22 Personen getötet und mehr als 30 zum Teil schwer verletzt. MSF nannte den Vorfall einen „schweren Bruch des Völkerrechts“ und forderte eine unabhängige Untersuchung. MSF-Sprecherin Christiane Winje teilte mit, es handelt sich um zwölf MSF-Mitarbeiter und zehn Patienten, darunter drei Kinder. Eine spätere Untersuchung des Vorfalls durch die New York Times im Mai 2016 zeigte ein tiefes Misstrauen der Afghanischen Armee (ANA) in Kundus gegen das Personal der Einrichtung, die man verdächtigte, die Taliban zu unterstützen. Das Personal hatte zwar Kämpfern mit Waffen den Zutritt zum Krankenhaus verboten, ihnen aber ihre Funkgeräte belassen, deren Emissionen später von afghanischen Spezialeinheiten mit Sensoren im Gebäude geortet wurden, was nahelegte, die Taliban würden ihre Verbände im Kampf um die Stadt aus dem Krankenhaus heraus führen. Schließlich kam es bei der Anforderung eines Luftangriffes auf ein Gebäude in der Nähe des Krankenhauses zu Unstimmigkeiten wegen der Koordinaten und die Besatzung des angreifenden Flugzeuges verlangte zur Festlegung des Ziels eine Beschreibung des anzugreifenden Gebäudes von den Bodentruppen. Durch ANA-Einheiten wurde anschließend das Krankenhaus beschrieben, das von einer AC-130 um 2:30 Uhr morgens mit Geschütz- und Maschinenkanonenfeuer beschossen wurde. Ärzte ohne Grenzen gab die Opferzahlen mit 42 Toten und dutzenden Verwundeten an.

### Mittelmeer
Seit der Flüchtlingskrise in Europa ab 2015 ist MSF in verschiedenen Rollen aktiv. MSF-Chefin Joanne Liu verurteilte das Flüchtlingsabkommen zwischen der EU und der Türkei in einem offenen Brief vom Mai 2016 und forderte Europa auf, alle die willkommen zu heißen, die Hilfe benötigten. Neben medizinischer Unterstützung von Syrien bis Griechenland ist die Organisation auch bei Rettungseinsätzen im Zuge der Einwanderung über das Mittelmeer in die EU engagiert. 2015 unterhielt MSF mit der Bourbon Argos (9. Mai) und Dignity 1 (13. Juni) zwei eigene Such- und Seenotrettungsschiffe auf dem Mittelmeer und hatte medizinisches Fachpersonal an Bord der Motoryacht Phoenix (2. Mai) der Organisation Migrant Offshore Aid Station (MOAS). Im Frühjahr 2017 kam es dabei zum Eklat, als die Grenzschutzorganisation Frontex den Hilfsorganisationen, die in den Rettungsaktionen vor der Libyschen Küste beteiligt sind, vorwarf, immer näher an der Küste Personen aufzunehmen und bei der Identifikation der aufgenommenen Migranten und dem Sammeln von Informationen über Fluchtrouten nicht mit den Behörden zu kooperieren. So würde das Geschäft von Schleppern unterstützt. In einer MSF-Stellungnahme hieß es, man würde „pro-aktive“ Rettungseinsätze durchführen und es sei nicht die Aufgabe der Gruppe, mit den Behörden bezüglich Schmuggel zusammenzuarbeiten. Anfang August 2017 verbot man dem Schiff Prudence an einem sizilianischen Hafen anzulegen, da Ärzte ohne Grenzen einen von der italienischen Regierung aufgesetzten Verhaltenskodex für private Seenotretter nicht unterschrieben hatte. Zeitweise war MSF am Betrieb der Ocean Viking der Hilfsorganisation SOS Méditerranée beteiligt. Seit Mai 2021 betreibt MSF die Geo Barents für die Seenotrettung auf dem Mittelmeer. (Siehe auch: Auseinandersetzung um Zielhäfen und Kritik an NGOs.)

### Weitere Einsätze
Im Jahr 1999 sprach MSF über den Mangel an humanitärer Hilfe im Kosovo und in Tschetschenien, nachdem sie Feldeinsätze durchgeführt hatte, um denjenigen Zivilisten zu helfen, die unter der jeweiligen politischen Situation zu leiden hatten. In beiden Regionen waren zahlreiche Menschen gezwungen, ihr Zuhause zu verlassen, wodurch sie unter gesundheitsschädlichen Bedingungen und unter den Gewalttaten des Kosovokrieges beziehungsweise des Zweiten Tschetschenienkrieges zu leiden hatten.
Ein anderes Land, in dem der Krieg die Zivilisten direkt betroffen hatte, war Kolumbien, wo die Organisation 1985 mit der Durchführung ihrer ersten Programme begann. Da fast die ganze Zeit über Kämpfe zwischen den Streitkräften der Regierung, Guerilla-Gruppen wie der FARC und paramilitärischen Gruppen wie der Autodefensas Unidas de Colombia tobten, wurden Millionen von Zivilisten aus ihrer Heimat vertrieben, körperliche Gewalt und Entführungen waren weit verbreitet. Ärzte ohne Grenzen stellte aktive Beratung für Menschen zur Verfügung, die von Gewalttaten betroffen waren. Ebenso errichtete sie Anlagen zur Gesundheitsversorgung für die großen Gruppen der Vertriebenen. Mobile Kliniken dienten der Unterstützung von isolierten Gruppen.
Seit 1991 ist die Organisation in Haiti tätig. Aber seitdem der ehemalige Präsident Jean-Bertrand Aristide gestürzt worden war, gab es eine Zunahme von gewalttätigen Übergriffen sowie von Vergewaltigungen durch bewaffnete Gruppierungen. MSF leistete medizinische und psychologische Hilfe in den vorhandenen Krankenhäusern, es gab nur eine einzige freie Praxis in der Hauptstadt Port-au-Prince. Ebenso kümmerte sie sich um die Opfer des Hurrikans Jeanne und versorgte Patienten, die an AIDS oder an Malaria litten. Nach dem verheerenden Erdbeben im Januar 2010 behandelte Ärzte ohne Grenzen in dem bis dahin umfangreichsten Einsatz der Geschichte zigtausende Verletzte. Als wenige Monate später in dem zerstörten Land die Cholera ausbrach, versorgte die Organisation den Großteil der Erkrankten in eigens dafür errichteten Cholera-Behandlungs-Zentren.
Im Jahr 2005 kritisierte die Organisation die Vereinten Nationen scharf: Man habe die Hungerkatastrophe im Niger zu spät an die Öffentlichkeit getragen. Bis heute sind Hunderttausende von der Dürre betroffen.
In Russland war MSF von 1992 bis 2024 aktiv.

## Aufbau und Inhalt der Feldeinsätze
Bevor in einem Land ein Feldeinsatz durchgeführt wird, besucht ein Team von Ärzte ohne Grenzen vorab die Gegend, um die Gegebenheiten des humanitären Notfalls, den dortigen Sicherheitsgrad und die Art benötigter Hilfe zu ermitteln. Medizinische Hilfe ist das Hauptziel der meisten Einsätze, obwohl einige Einsätze vorrangig der Reinigung von Wasser und der Nahrungsversorgung dienen.

### Feldeinsatz-Mannschaft
Ein Hilfseinsatz besteht gewöhnlich aus einer kleinen Anzahl von Koordinatoren, die jeden Bestandteil eines Feldeinsatzes leiten sollen, und einem Leiter der Mission. Dieser ist von allen Mitgliedern gewöhnlich der Erfahrenste, und es ist seine beziehungsweise ihre Aufgabe, mit den Medien, den Regierungen der jeweiligen Länder oder anderen humanitären Organisationen zu verhandeln.
Unter den Freiwilligen in der medizinischen Versorgung sind Ärzte, Krankenschwestern und zahlreiche andere Fachleute. Bei den meisten Einsätzen setzt sich das Team aus lokalen und internationalen Mitarbeitern zusammen.
Obwohl diese Freiwilligen in der medizinischen Versorgung fast immer die meiste Aufmerksamkeit in den Medien erhalten, wenn die Welt von den Feldeinsätzen von Ärzte ohne Grenzen erfährt, gibt es eine Reihe Freiwilliger außerhalb der medizinischen Versorgung, die dafür sorgen, dass der Feldeinsatz funktionsfähig bleibt. Die Logistiker sind oft die wichtigsten Mitglieder einer Mannschaft. Sie sind für alles verantwortlich, was von der medizinischen Ausrüstung, die im Einsatz benötigt wird, von der Auswahl von Sicherheitstechnik und Fahrzeugen bis zur Nahrungs- und Elektrizitätsversorgung reicht. Sie können als Ingenieure oder Vorarbeiter tätig sein, aber gewöhnlich helfen sie dabei mit, Behandlungszentren aufzubauen oder lokale Belegschaften zu beaufsichtigen. Andere Gruppen außerhalb der medizinischen Belegschaft sind Fachleute für Wasser und Hygiene (meist erfahrene Ingenieure im Bereich Wasser) und Finanz- oder Verwaltungsexperten, die bei Feldeinsätzen eingesetzt werden.

### Medizinische Gesundheitsfürsorge und -vorsorge
Impfkampagnen sind ein wichtiger Bestandteil der Einsätze von Ärzte ohne Grenzen zur medizinischen Versorgung. Krankheiten wie Diphtherie, Masern, Meningitis, Tetanus, Pertussis, Gelbfieber, Kinderlähmung und Cholera, die in wohlhabenden Staaten selten sind, kann man durch Impfungen vorbeugen.
Einige dieser Krankheiten wie Cholera und Masern breiten sich bei hoher Bevölkerungsdichte, etwa in Flüchtlingslagern, rasch aus. Die dort untergebrachten Menschen müssen zu Hunderten oder gar Tausenden innerhalb kürzester Zeit geimpft werden.
Ein weiterer Teil der medizinischen Versorgung während der Einsätze besteht in der Behandlung von Menschen mit HIV/Aids. Für viele Länder in Afrika, deren Einwohner weltweit die Mehrheit der mit HIV Infizierten bilden, ist Ärzte ohne Grenzen oft die einzige Anlaufstelle für die Behandlung von HIV/Aids.
In den meisten Ländern fördert Ärzte ohne Grenzen außerdem lokale Krankenhäuser, indem zum Beispiel die Hygiene verbessert wird, zusätzliche Ausstattung und Medikamente zur Verfügung gestellt werden und die lokalen Belegschaften der Krankenhäuser fortgebildet werden. Wenn die lokale Belegschaft mit den Patienten zahlenmäßig überfordert ist, ist Ärzte ohne Grenzen in der Lage, neue Fachkliniken zur Behandlung endemischer Krankheiten oder für chirurgische Eingriffe bei Kriegsopfern zu errichten. Eröffnet werden diese Kliniken zwar mit ausländischen Mitarbeitern, Ärzte ohne Grenzen bemüht sich jedoch, durch entsprechende Anleitung und Weiterbildungsmaßnahmen den Betrieb dieser Kliniken in zunehmendem Maße in die Hände von lokalen Mitarbeitern zu geben.
In einigen Ländern wie Nicaragua bietet die Organisation öffentliche Aufklärung an, um das Bewusstsein über Gesundheitsvorsorge und die Verbreitung sexuell übertragbarer Erkrankungen zu erhöhen.

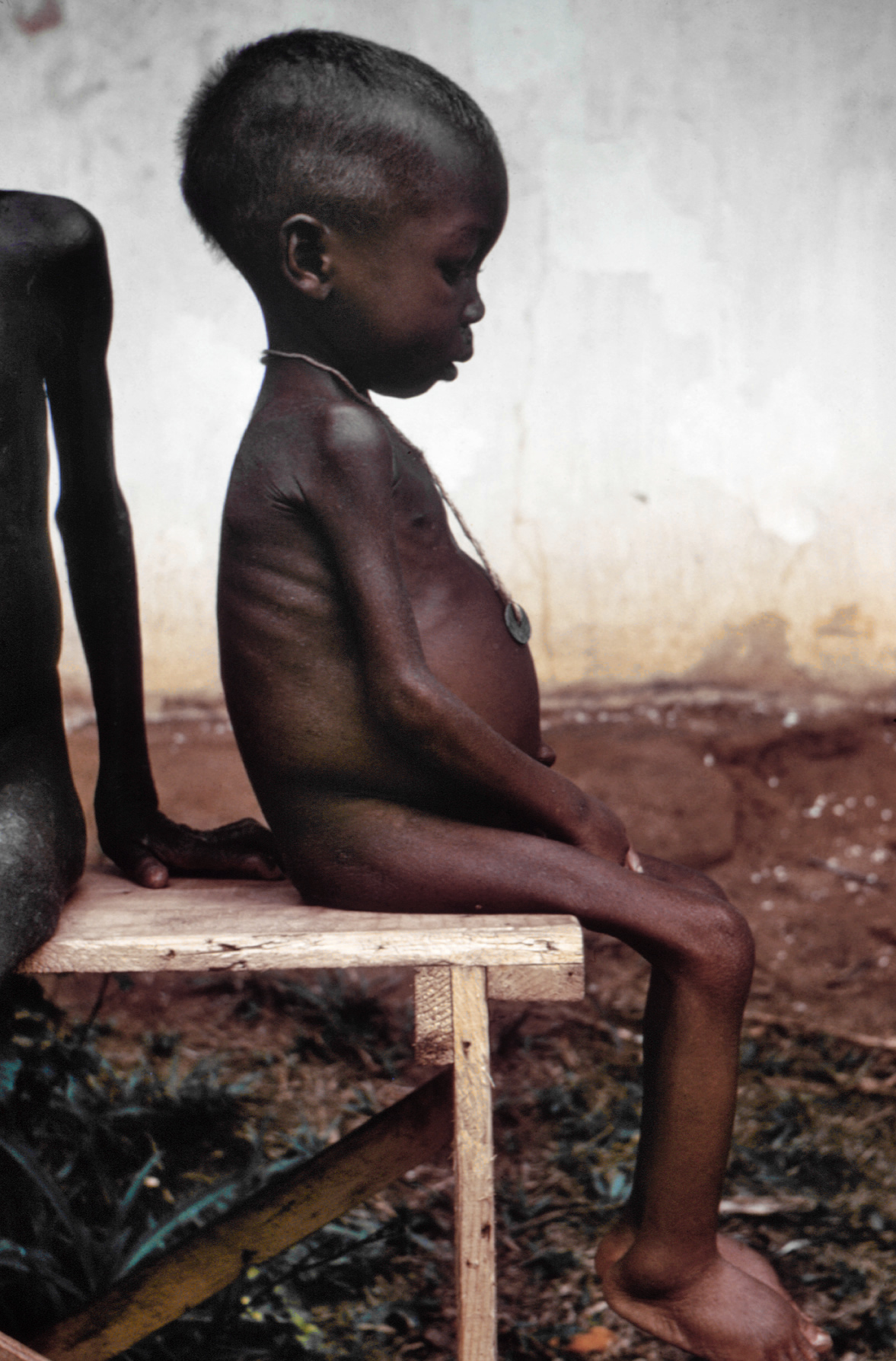
Kind im Biafra-Krieg, das an Kwashiorkor leidet, einer Krankheit, die infolge von Unterernährung entsteht

### Ernährung
Wenn die Organisation einen Einsatz durchführt, gibt es oft Situationen, in denen zumindest in Teilen oder sogar in sehr starkem Maße Mangelernährung als Folge von Krieg, Dürre oder schlechter Verwaltung von Seiten der Regierung herrscht. Während eines Krieges wird absichtliches Herbeiführen von Hunger manchmal auch als Waffe verwendet. Zusätzlich zur Essensversorgung ruft die Organisation die jeweilige Situation in das Bewusstsein der Menschen und besteht auf dem Eingreifen ausländischer Regierungen. Ansteckende Krankheiten und Durchfall, die beide Gewichtsverlust und die Schwächung eines menschlichen Körpers, besonders bei Kindern, verursachen, müssen mit Medikamenten und angemessener Ernährung behandelt werden, um weiteren Infektionen und Gewichtsverlusten vorzubeugen. Eine Kombination der oben genannten Szenarien, also wenn ein Bürgerkrieg in Dürrezeiten tobt und ansteckende Krankheiten ausbrechen, kann zur Hungersnot führen.
In Situationen, in denen keine wirkliche Hungersnot herrscht, aber Mangel an nährstoffreichem Essen, sind Protein-Unterernährung und Energiemangel unter jungen Kindern häufig.
- Marasmus, eine Form von Kalorienmangel, ist die häufigste Form von Unterernährung während der Kindheit und zeichnet sich durch eine erhebliche und oft auch verhängnisvolle Schwächung des Immunsystems aus.
- Kwashiorkor, eine Form von Energie- und Proteinmangel, ist eine wesentlich gefährlichere Art von Unterernährung. Sie tritt vor allem bei jungen Kindern auf und kann schlimme Auswirkungen auf die körperliche Entwicklung haben.

Beide Arten von Unterernährung können dazu führen, dass sich mögliche Infektionen fatal auswirken.
Zur Behandlung von Marasmus und Kwashiorkor gibt es zwei Methoden: die stationäre Behandlung des Patienten im therapeutischen Ernährungszentrum oder die Behandlung im Haus der Familie, die sogenannte häusliche Pflege. Letztere ist eine Neuerung in der Behandlung von schwerer Unterernährung, die gegenüber den bislang üblichen Ernährungszentren entscheidende Vorteile für die Patienten und deren Familien hat. Im therapeutischen Ernährungszentrum wird durch die schrittweise Einführung spezieller Diäten auf Milchbasis (F75, F100) sowie einer Standardmedikation die Unterernährung behandelt, wodurch die gewünschte Gewichtszunahme eintritt. Die Behandlung wird dabei in zwei Phasen unterteilt:
- Die erste Phase dient der medizinischen Stabilisierung des Patienten und der Wiedererlangung des Appetits und dauert meist ein bis zwei Tage. In dieser Zeit werden alle drei Stunden Milchmahlzeiten (F75) gereicht.
- In der zweiten Phase von zwei bis vier Wochen wird die rasche Gewichtszunahme zum Normalgewicht durch Einsatz einer zweiten therapeutischen Milch (F100) erreicht. Für die gesamte Behandlung ist auch immer die Mutter oder ein anderes Familienmitglied zur Pflege anwesend.

Durch die Entwicklung einer mit Nährstoffen angereicherten therapeutischen Fertignahrung, die sofort verzehrfähig ist, kann die Behandlung von schwerer Unterernährung bei den meisten Patienten auch zu Hause durchgeführt werden. Nach der Aufnahme ins Programm wird wöchentlich bei einem ambulanten medizinischen Check-up der Gewichtszuwachs bewertet und eine in verzehrfähiges Tütenformat verpackte Ration Erdnusspaste für die nächste Woche ausgehändigt. Bei medizinischen Komplikationen erfolgt zur Stabilisierung ein stationärer Aufenthalt im Ernährungszentrum mit dem Ziel schnellstmöglicher Entlassung in häusliche Pflege. Die Behandlung in häuslicher Pflege dauert in der Regel ca. sechs bis acht Wochen und somit länger als im therapeutischen Ernährungszentrum. Sie kann jedoch problemlos in den Arbeitsalltag der Familie integriert werden und zerstört nicht die Familienstrukturen.
Um den Ernährungszustand einer großen Menschengruppe schnell feststellen zu können, wird häufig der so genannte MUAC-Test angewendet.

### Wasser und Hygiene
Sauberes Wasser wird gewöhnlich durch die Reinigung sowie den Um- und Ausbau bestehender Brunnen erreicht. Die Reinigung von Wasser erfolgt in solchen Situationen oftmals durch Lagerung zur Sedimentation und eine anschließende Filtration und Behandlung mit Chlor. Der tatsächliche Ablauf ist jedoch von den entsprechenden Umständen und vorhandenen Mitteln abgängig.
Die Organisation unterrichtet die lokale medizinische Belegschaft auch über effektive Sterilisationsverfahren, Errichtung von Kläranlagen, und eine richtige Abfallwirtschaft. Ebenso wird die Bevölkerung über körperliche Hygiene und über den Umgang mit Abfall und Wasser informiert. Korrekte Reinigung von Abwasser und Wasserhygiene haben sich als die effektivsten Möglichkeiten erwiesen, bestimmte Infektionskrankheiten zu vermeiden.

### Statistiken

Länder, in denen Ärzte ohne Grenzen Missionen unterhält

Um die Weltöffentlichkeit und die Regierungsverantwortlichen über den Zustand eines humanitären Notfalls genau zu informieren, werden zu Dokumentationszwecken während eines jeden Feldeinsatzes Daten gesammelt. Die Quote der unterernährten Kinder wird verwendet, um die Größenordnung der Unterernährten in der Bevölkerung zu ermitteln und um auf diese Weise herauszufinden, ob Ernährungszentren benötigt werden. Verschiedene Typen von Sterberaten werden verwendet, um den Ernst eines humanitären Notfalls zu dokumentieren; eine gebräuchliche Methode, um die Sterblichkeitsrate in der Bevölkerung zu messen, besteht darin, dass eine Belegschaft die Anzahl der Beerdigungen auf Friedhöfen ständig beobachtet. Indem Daten über die Häufigkeit von Krankheiten in Krankenhäusern erhoben werden, kann die Organisation die vermehrten Vorfälle von Epidemien zurückverfolgen und lokalisieren sowie Vorräte an Impfstoffen und anderen Medikamenten anlegen. So wurde der sogenannte Meningitis-Gürtel in Afrika südlich der Sahara geortet, da dort während der Meningitis-Saison von Dezember bis Juni weltweit die meisten Fälle von Meningitis auftreten. Verlagerungen dieses Gürtels und das Eintreffen der entsprechenden Saison können vorausgesagt werden, indem die gesamten Daten, die über viele Jahre gesammelt wurden, benutzt werden.
Zusätzlich zu den Statistiken über Epidemien führt die Organisation Volksbefragungen durch, um die Gewaltrate in verschiedenen Regionen zu ermitteln. Indem man das Ausmaß potentieller Massaker abschätzt und die Rate der Entführungen, Vergewaltigungen und Tötungen ermittelt, hat man eine empirische Basis für psychosoziale Programme zur Senkung der Selbstmordrate und zur Stärkung des Sicherheitsgefühls in der Bevölkerung. Größere Migrantenströme, übermäßige zivile Todesfälle und Massaker können mengenmäßig durch Befragungen erfasst werden. Die Ergebnisse kann die Organisation z. B. dazu verwenden, Druck auf die Regierungen auszuüben, damit diese Hilfe zur Verfügung stellen.

## Gefahren, denen die Mitarbeiter ausgesetzt sind

### Angriffe auf Mitarbeiter, Entführungen und Verhaftungen
Neben Verletzungen und Tod, die gelegentlich durch Kugeln, Minen und epidemische Krankheiten entstehen, werden Helfer von Ärzte ohne Grenzen aus politischen Gründen manchmal angegriffen oder entführt. Da humanitäre Hilfsorganisationen in einigen Ländern während eines Bürgerkriegs arbeiten, laufen sie häufig Gefahr, als „Helfer des Feindes“ betrachtet zu werden, wenn ein Hilfseinsatz ausschließlich für Opfer einer Seite des Konflikts initiiert wurde. Auch der „Krieg gegen den Terror“ hat in einigen Ländern, die von den USA besetzt werden, die Haltung hervorgebracht, dass Nichtregierungsorganisationen wie Ärzte ohne Grenzen mit der „Koalition der Willigen“ verbündet sind oder gar für sie arbeiten. Seitdem die USA ihre Kriegseinsätze als „humanitäre Aktionen“ bezeichnen, waren einige unabhängige Hilfsorganisation gezwungen, ihre Position zu verteidigen oder sogar ihr Personal abzuziehen.
Die Sicherheitssituation in einigen Städten Afghanistans und im Irak hat sich seit dem Einmarsch der USA in diesen Ländern stetig verschlechtert. Daraufhin hatte Ärzte ohne Grenzen für sich festgestellt, dass ihnen Hilfeleistungen in diesen Ländern zu gefährlich sind. Die Organisation sah sich am 28. Juli 2004 gezwungen, ihre Missionen in Afghanistan abzubrechen, nachdem zuvor am 2. Juni bei Khair Khana in der Provinz Badghis fünf ihrer Mitarbeiter (die Afghanen Fasil Ahmad und Besmillah, die Belgierin Helene de Beir, der Norweger Egil Tynæs und der Niederländer Willem Kwint) von Unbekannten aus dem Hinterhalt getötet wurden.
Verhaftungen und Entführungen von Mitarbeitern sind in politisch instabilen Regionen möglich. In einigen Fällen sind Missionen von MSF ganz aus dem Land verwiesen worden. Arjan Erkel, der Anführer des Einsatzes in Dagestan im Nordkaukasus, wurde entführt und an einem unbekannten Ort von unbekannten Entführern vom 12. August 2002 bis zum 11. April 2004 als Geisel gehalten.
Paul Foreman, Leiter der Sektion in den Niederlanden, wurde im Mai 2005 im Sudan verhaftet. Er hatte die Herausgabe von Dokumenten abgelehnt, die benutzt werden sollten, um einen Bericht über Vergewaltigungen durch die regierungsfreundlichen Milizen der Dschandschawid während des Darfur-Konfliktes zu erstellen. Foreman führte die Privatsphäre der betroffenen Frauen an. Ärzte ohne Grenzen war überzeugt, dass die sudanesische Regierung ihn verhaftet hatte, weil ihr die schlechte Publicity durch diesen Bericht missfiel.

### Angriffe auf Krankenhäuser und auf Transporte
In Krisen- und Kriegsregionen sind die Mitarbeiter der Hilfsorganisation durch Angriffe auf Krankenhäuser und medizinische Transporte gefährdet. Das belegen die folgenden Zwischenfälle von 2015:
Am 3. Oktober 2015 bombardierte die U. S. Air Force das Krankenhaus der Ärzte ohne Grenzen in Kundus, dabei wurden mindestens 19 Menschen, darunter sieben Patienten, getötet. Drei der Toten waren noch Kinder. Die UNO verurteilte den Angriff scharf, er stelle möglicherweise ein Kriegsverbrechen dar. Die genaue Lage des Krankenhauses war den Kombattanten bekannt.
Im August 2015 wurden nach Angaben der Organisation im Nordwesten Syriens im Verlauf von vier Tagen Luftangriffe auf neun Krankenhäuser geführt, darunter drei von der Organisation unterstützte Krankenhäuser, wodurch es zu elf toten Zivilisten und 31 Verletzten gekommen sei. Zwischen Ende September 2015 und Ende Oktober 2015 hätten Luftangriffe auf 12 Krankenhäuser im Norden Syriens, darunter sechs durch Ärzte ohne Grenzen unterstützte Einrichtungen, mindestens 35 syrische Patienten und medizinisches Personal getötet und 72 Personen verletzt. Am 27. April 2016 wurde in Aleppo eine von MSF unterstützte Klinik von mehreren Luftangriffen getroffen, 11 Angehörige des medizinischen Personals sollen getötet worden sein.
Auch im Jemen wurden Einrichtungen der Organisation angegriffen. Am Abend des 26. Oktober 2015 ist ihre Klinik in Sa'da im Norden des Jemen bei mehreren Luftangriffen getroffen worden, während etliche Mitarbeiter und Patienten in dem Gebäude waren. Auch diesen Vorfall verurteilte die UNO. Westliche Medien gehen davon aus, dass diese Angriffe von der arabischen Militärkoalition durchgeführt wurden. In den nachfolgenden Monaten folgten Berichte weiterer Vorfälle: Es gab zwei Tote und acht Verletzte bei einem Luftangriff auf eine ihrer mobilen Kliniken in Taiz am 2. Dezember 2015, sechs Tote und mindestens sieben Verletzte bei einem Angriff auf das Shiara-Krankenhaus am 10. Januar 2016, das von der Organisation unterstützt wurde, und sieben Tote und zahlreiche Verletzte bei einer Reihe von Luftangriffen am 21. Januar 2016 im Regierungsbezirk Sa'ada, bei denen ein Krankenwagen der Organisation getroffen wurde. Nach vier Angriffen auf von MSF unterstützte Einrichtungen zog die Hilfsorganisation im August 2016 ihre Mitarbeiter aus sechs Krankenhäusern im Norden des Landes ab und führte als Grund „willkürliche Bombardements“ und „unverlässliche Zusicherungen“ des saudisch-geführten Militärbündnisses an.
Die Organisation berichtete, dass im Jahr 2015 insgesamt 106 Luft- und Artillerieangriffe auf 75 von der Organisation betriebene oder unterstützte Kliniken geführt wurden.

## Kampagne für den Zugang zu unentbehrlichen Arzneimitteln
Die Kampagne für den Zugang zu unentbehrlichen Arzneimitteln (Campaign for access to essential Medicines) wurde 1999 in die Wege geleitet, um den Zugang zu lebensnotwendiger Medizin in Entwicklungsländern zu verbessern. Jährlich starben damals 15 Millionen Menschen an behandelbaren Infektionskrankheiten. (Heute sterben daran jährlich 17 Millionen.). Als unentbehrliche Arzneimittel werden diejenigen Medikamente bezeichnet, die benötigt werden, um die dringlichsten Bedürfnisse der Bevölkerung zur medizinischen Versorgung zu befriedigen. Allerdings sind viele Krankheiten, die in Entwicklungsländern häufig auftreten, in den wohlhabenden Ländern fast ausgestorben; daher halten die Pharmaunternehmen die Herstellung dieser Medikamente oft für unrentabel und erhöhen dementsprechend die Preise, entwickeln die Medikamente nicht mehr weiter oder stellen zum Teil die Produktion dieser Präparate ganz ein. Für andere Krankheiten wie z. B. HIV/AIDS, die auch in Industrieländern von Bedeutung sind, gibt es oft wirkungsvolle Medikamente, die aber aufgrund des internationalen Patentrechts für Menschen in Entwicklungsländern oft unbezahlbar sind. Der Organisation Ärzte ohne Grenzen haben während der Feldeinsätze daher oft wirksame und bezahlbare Medikamente gefehlt, so dass diese Kampagne gestartet wurde, um auf Regierungen und Pharmaunternehmen Druck auszuüben, damit eine angemessene Versorgung der Bevölkerung mit lebenswichtigen Medikamenten finanziert werden kann.

## Kritik

### Sexuelle Ausbeutung durch Mitarbeiter
Im Zuge des Sex-Skandals im Jahr 2018 um die Entwicklungsorganisation Oxfam wurde bekannt, dass es auch bei Ärzte ohne Grenzen Fälle von sexuellen Übergriffen gab. Laut der Organisation wurden die Daten nicht erst unter dem Druck der Oxfam-Enthüllungen erhoben und veröffentlicht, sondern bereits im Januar 2018 gesammelt.
Allein im Jahr 2017 wurden 24 Fälle von Mitarbeitern gemeldet. Allerdings räumte Ärzte ohne Grenzen ein, dass die Dunkelziffer vermutlich höher sein dürfte, weil Betroffene Übergriffe aus Sorge vor negativen Folgen nicht meldeten. 19 Beschuldigte wurden entlassen.

### Seenotrettungshilfe im Mittelmeerraum
Im September 2023 berichtete der Focus, dass ihm ein 650 Seiten starker Report mit Ermittlungsergebnissen der Staatsanwaltschaft in Trapani aus dem Jahr 2020 vorliege, der sich auf Ereignisse aus den Jahren 2016/2017 beziehe. Er belege die Zusammenarbeit zwischen Schleppern und NGOs, darunter Ärzte ohne Grenzen. Abgehörte Telefongesprächen sollen belegen, dass mehrere Migranten an Bord eines Ärzte-ohne-Grenzen-Schiffs einen Schlepper identifiziert und der Besatzung gemeldet hatten, diese jedoch eine Meldung an die Behörden unterlassen habe. Auch habe die Leitung des Schiffs Vos Prudence Kenntnis davon gehabt, dass sich an Bord ein Migrant befand, der den Ehemann einer hochschwangeren Afrikanerin mutmaßlich ermordet hatte. Die Frau, die kurz vor der Entbindung stand, habe ihn in der Schiffsklinikstation wiedererkannt. Auch in diesem Fall sei keine Meldung an die Behörden erfolgt. Die betroffenen NGOs widersprechen dem Vorwurf einer Zusammenarbeit mit Schleppern. Gegen 21 Mitglieder der NGOs wurde im März 2021 Anklage erhoben. Die vorläufigen Anhörungen begannen im Mai 2022, Stand Oktober 2023 ist das Verfahren noch nicht abgeschlossen.

## Philatelistisches
Mit dem Erstausgabetag 2. Dezember 2021 gab die Deutsche Post AG anlässlich des 50. Jahrestags der Institution ein Sonderpostwertzeichen im Nennwert von 270 Eurocent heraus. Der Entwurf stammt von den Grafikern Daniela Haufe und Detlef Fiedler aus Berlin.

## Film
- Mit offenen Karten. Ärzte ohne Grenzen: Vom Handeln zum Reden. Dokumentarfilm, Frankreich, 2011, 12 Min., Regie: Frédéric Lernoud, Moderation: Jean-Christophe Victor, Produktion: arte France, Filminformationen bei ard.de. Archiviert vom Original (nicht mehr online verfügbar) am 31. Mai 2023.